# Герхард Невекловски
Герхард Невекловски (Линц, 14. април 1941) аустријски је лингвиста и академик, инострани члан састава Српске академије науке и уметности од 2. новембра 2006.

## Биографија
Завршио је докторат на Институту за словенску филологију Универзитетa у Бечу, где је радио као редовни професор.
Иако се током студија специјализирао за русистику и сербокроатистику, те је студијски боравио у Загребу и Сарајеву, бави се готово свим славенским језицима. Научио је српскохрватски, руски, пољски и бугарски, а касније и остале словенске језике. Током десет година похађао је летње школе у разним словенским земљама за усавршавање и вежбање словенских језика.
У лингвистици и филологији главне области интересовања Њуекловског биле су контактна лингвистика, историја разних словенских језика, рачунарска лингвистика, дијалектологија, акцентологија, словеначки протестантизам, етнографија и културолошке студије.
Редовни је члан Аустријске академије наука од 14. маја 2002. и инострани је члан састава Одељења језика и књижевности Српске академије науке и уметности од 2. новембра 2006. Уредник је Wiener Slawistischer Almanach, члан уредништва Wiener Sawistisches Jahrbuch, Studia Slavica Hungarica и Зборник Матице српске за филологију и лингвистику. Аутор је „Српске и јужнословенске теме” 2010. године.